# El fava de Ramonet
El faba de Ramonet (1933) es un cortometraje rodado y dirigido en Valencia por Juan Andreu Moragas. Se trata de la primera película sonora en valenciano, basada en un sainete de Luis Martí (tío de Luis García Berlanga) e Ismael Serneguet sobre la no violencia, donde se juega con elementos populares.
Con un presupuesto de 11.000 pesetas, dura 39 minutos y está protagonizada por: Paco Fernández como Chuano, Julio Espí como Ramonet, Carmen Casesnoves como Rosario, Concha Reyes como Pepita 'La Malagueña', Amparo Gregori como Trini, Mode Calandín como Consuelo, Soto como Los Guayabos, Valero como Los Guayabos, Vicente Talón como Bailarín, Ramón Serneguet como Flamenco, Monfort como Micalet, Cruz como Camarero, Campitos como Camarero, E. Pascucal como Ferrara, C. Espí como Niña Ferrara y Juan Frontera
En la película aparecen salas de baile de moda en aquel momento, el barrio de la Malvarrosa y los barracones de la playa. Nos enseña la Valencia de la época.

## Sinopsis
Ramonet es un chico de 17 años, extrovertido y locuaz. Su madre, propietaria de un taller de confección, está preocupada por él, así que deja en manos de un peluquero descarado y vividor, llamado Joano, la tarea de espabilarlo. Este lo lleva a un cabaret, donde se suceden una serie correlativa de números musicales en la pista de baile (tango, pasodoble, claqué, etc.). Mientras tanto, Ramonet no para de hacer tonterías y de meterse con algunos espectadores, por ejemplo «la malagueña», una valenciana que se hace pasar artísticamente por andaluza, y con su acompañante. Este se enfada finalmente con Ramonet y Joano, los amenaza y los cita en un barracón al lado de la playa para vengarse de las ofensas. Por fin, en el lugar de los hechos, la intervención de la madre de Ramonet evita un final trágico y pone un final positivo a la historia.